# Слуда (Пінезький район)
Слуда (рос. Слуда) — присілок в Пінезькому районі Архангельської області Російської Федерації.
Населення становить 9 осіб. Входить до складу муніципального утворення Сурське муніципальне утворення.

## Історія
Від 1937 року належить до Архангельської області.
Орган місцевого самоврядування від 2004 року — Сурське муніципальне утворення.

## Населення
| 2002 | 2010 | 2012 |
| ---- | ---- | ---- |
| 17   | ↘9   | →9   |